# سیل نظر
سیل نظر، روستایی از توابع بخش بیرانوند شهرستان خرم‌آباد در استان لرستان ایران است.

## جمعیت
این روستا در دهستان بیرانوند جنوبی قرار دارد و براساس سرشماری مرکز آمار ایران در سال ۱۳۸۵، جمعیت آن ۱۱۳ نفر (۲۴خانوار) بوده‌است.